# عادل بناکار
عادل بناکار (زاده ۱ اسفند ۱۳۴۷ در تبریز) بازیکن سابق و مربی فعلی والیبال اهل ایران است. وی مربیگری را به عنوان دستیار حسین معدنی در باشگاه شهرداری تبریز آغاز نمود. بناکار سابقه هدایت تیم‌های ریخته‌گری تبریز و شهرداری تبریز را در کارنامه خود دارد. بناکار پس از آغاز سرمربی گری خود در تیم شهرداری تبریز این تیم را به مقام سومی لیگ برتر والیبال ایران رسانید. وی در سال ۱۴۰۰ به عنوان سرمربی زرسان تبریز انتخاب شد.